# Nowoiwanowka (obwód amurski)
Nowoiwanowka (ros. Новоивановка) – wieś w Rosji, w obwodzie amurskim, w rejonie swobodnieńskim. W 2010 liczyła 546 mieszkańców.